# Маттіас Бауманн
Маттіас Бауманн (нім. Matthias Baumann, 5 квітня 1963) — німецький вершник.
Бронзовий призер Олімпійських Ігор 1992 року в командному триборстві, учасник 1988 року.
Бронзовий призер Чемпіонату світу з кінного триборства 1990 року в командному триборстві.